# Ljubow Petrowna Russanowa
Ljubow Petrowna Russanowa (russisch Любовь Петровна Русанова; * 2. Februar 1954 in Krasnodar, Russische SFSR, Sowjetunion) ist eine ehemalige sowjetisch-russische Schwimmerin.
Bei den Olympischen Spielen 1976 in Montreal gewann sie eine Silbermedaille über 100 m Brust hinter Hannelore Anke aus der DDR und eine Bronzemedaille über 200 m Brust hinter ihrer Landsfrauen Marina Koschewaja und Marina Jurtschenja.
Bei den Schwimmweltmeisterschaften 1973 in Belgrad gewann Russanowa eine Silbermedaille über 100 m Brust hinter Renate Vogel aus der DDR.
1973 und 1975 war sie sowjetische Meisterin (1973 und 1975 – über 100 m; 1975 – 4 × 100 m Staffel).

## Persönliche Bestzeiten
- 100 m Brust: 1:13.04 (1976)
- 200 m Brust: 2:36.22 (1976)